# Amr Swelim
Amr Swelim, né le 7 juin 1984 au Caire, est un joueur professionnel de squash représentant l'Égypte puis l'Italie à partir de juillet 2009. Il atteint le 39e rang mondial en décembre 2009, son meilleur classement. 

## Biographie
Amr Swelim commence sa carrière professionnelle en 2002 et remporte quatre tournois sur le PSA World Tour. Né en Egypte, Amr Swelim a un passeport italien et joue pour l'équipe nationale italienne. Il participe ainsi aux championnats du monde en 2009 et 2011. Sa dernière saison active remonte à 2012. 
Il participe à deux championnats du monde en 2008 et 2009.